# Antoinette de Maignelais
Antoinette de Maignelais (ou de Magnelais), née vers 1430 et morte le 5 novembre 1470, vicomtesse de la Guerche est une noble française, maîtresse du roi de France Charles VII, puis du duc de Bretagne François II.

## Enfance et jeunesse
Antoinette de Maignelais est née dans la région de Loches. Elle est la fille d'Antoinette de Maignelais et de Jean II d'Arras, capitaine picard, et la cousine germaine d'Agnès Sorel, fille de Catherine de Maignelais et de Jean Sorreau alias Sorel, conseiller du vicomte de Chartres. Agnès l'introduit à la cour de Charles VII.

## À la cour de France
À la cour de Charles VII, elle est la nourrice des trois filles qu'Agnès Sorel a eues avec le roi. En 1450, à la mort d’Agnès Sorel, Antoinette de Maignelais devient la favorite du roi Charles VII. Les relations entre le roi et le dauphin Louis sont extrêmement tendues. Antoinette de Maignelais, favorite à la cour, est au service du dauphin qui détestait son père Charles VII. Elle l'informe de tous les actes du roi. De sa relation avec le roi naîtra Jeanne de Maignelais (avec le même nom que sa sœur).
Antoinette épouse le seigneur de Saint-Sauveur-le-Vicomte, André de Villequier. Celui-ci acquiert le 19 octobre 1450, le domaine de La Guerche et Etableaux. Le 22 octobre, Charles VII donne à son mari André de Villequier les îles d’Oléron, de Marennes, et la tour de Broue. La faveur royale lui vaut aussi Saint-Sauveur-le-Vicomte, Menetou-Salon Montrésor, Quantilly. De leur mariage naîtront Artus, Antonie et Jeanne de Villequier. Son mari mourra le 15 juin 1454, presque aussitôt après avoir fait un testament en faveur de son épouse. Pour elle, le roi fait reconstruire le château de la Guerche.
Elle entretient un escadron volant afin de distraire le roi, escadron composé de jeunes filles dont Blanche de Rebreuve, et sa sœur Jeanne et ses belles sœurs Marguerite de Monteil et Antoinette de Vauvert.
En 1458, Charles VII fiance Jeanne de Maignelais au seigneur de Rochefort en lui attribuant une dot de 8 250 livres.
Le roi mourut en 1461.

## À la cour de Bretagne
François II l'installe au Château des ducs à Nantes. Charles VII décède en 1461, et Louis XI devient roi à 38 ans. Antoinette de Maignelais, installée à la cour du duc de Bretagne, reste cependant dévouée à Louis XI. Elle entretient une correspondance avec lui pour l'informer des intentions de François II, à l'insu de ce dernier.
En 1461, elle devient la favorite du duc François II de Bretagne, avec qui elle a cinq enfants dont : François d'Avaugour (1462-1510), Antoine (1465-1465) et Françoise (1470-1500).
En 1462, elle achète les châtellenies de Cholet et du Loroux-Bottereau avec l'argent que lui prête le duc de Bretagne. En contrepartie, Antoinette de Maignelais en fait donation à François, le fils qu'elle a avec le duc de Bretagne. Elle se réserve l'usufruit des terres de Cholet et du Loroux-Bottereau. Par ailleurs, le duc ouvre des crédits illimités à Antoinette de Maignelais. En 1468, la duchesse Marguerite de Bretagne reçoit 7 000 livres, Antoinette de Maignelais 18 391 livres. Esthète et mécène, Antoinette de Maignelais entreprend de transformer la forteresse médiévale en demeure de plaisance. Cholet devient un pôle d'attraction et un pôle économique florissant. La ville attire seigneurs et dames des environs.
En 1463, les relations entre le duché de Bretagne et le royaume se détériorent. François II refuse l'hommage lige à Louis XI.
François II lève une armée. Pour cela, il envoie à la monnaie sa vaisselle et ses bijoux. Antoinette de Maignelais en fait autant. Quand Antoinette de Maignelais apprend l'échec de Louis XI à la bataille de Montlhéry, elle fait illuminer la ville et le château de Cholet. En représailles, Louis XI confisque tous les biens acquis par la famille Maignelais.
Le 16 juillet 1468, l'armée de Louis XI prend la forteresse de Champtocé et tient le siège à Ancenis. François II a besoin d'argent. Antoinette de Magnelais prête au duc un collier de 18000 écus, cadeau de François II, pour aider l'armée du duc. Antoinette de Magnelais prend le parti de la Bretagne.
Le 25 septembre 1469, la duchesse Marguerite de Bretagne meurt sans laisser de descendance au duché de Bretagne. En 1483, Antoinette donne naissance à une fille nommée Françoise qui sera élevée avec Anne de Bretagne. Mais le duché ne pouvait rester sans héritier. François II épouse Marguerite de Foix, fille du comte Gaston de Foix, le 26 juin 1471. Antoinette de Maignelais meurt le 5 novembre 1475. Elle est inhumée dans la chapelle des Cordeliers de Cholet.
La chapelle des Cordeliers est incendiée pendant les guerres de religion, en 1563. La pierre tombale est découverte en 1882 lors de travaux. Celle-ci est visible au musée d'Art et d'Histoire de Cholet, l'inscription est la suivante :

« Ci-Git noble et puissante Damoiselle Antoinette de Maignelais, en son vivant, Dame de Villequier et de Maignelais, Vicomtesse de la Guerche en Touraine et de St Sauveur le Vicomte, Dame de Monttrésor et de Menetou-Salon, des Iles de Marennes, d'Oléron et de cette ville de Cholet, qui trépassa le Ve jour de novembre de l'an MCCCCLXX Dieu [...] amen »

## Descendance et succession
Du roi de France Charles VII, elle eut :
- Jeanne de Maignelais (1450s-?)

De son époux André de Villequier († 1454), elle eut :
- Artus de Villequier (vers 1451-vers 1522). Epoux de Marie de Montb(e)ron (fille de Guichard de Montberon, prince de Mortagne et baron d'Avoir, lui-même petit-fils du maréchal Jacques Ier de Montbron), et père de:
  - Jean-Baptiste de Villequier, † ap. 1559, qui fut marié en 2e noces le 26 mai 1519 à Anne de Rochechouart de Mortemart, fille d'Aimeri III de Rochechouart, dont il eut Claude, René et Jacqueline.
    - Claude Ier de Villequier, fils aîné de Jean-Baptiste, eut de sa femme Renée d'Appelvoisin : Georges, † ap. 1580 sans postérité
    - René († 1590), frère cadet de Claude, devient conseiller du roi Henri III.
      - Il eut de sa 2e femme Louise de Savonnières (1563-1625 ; remariée en 1599 à Martin du Bellay prince d'Yvetot et sire de Gizeux, 1571-1637) : Claude II, † en 1607 à 19 ans, sans alliance
      - De sa 1re épouse Françoise de La Marck, fille illégitime de Guillaume de La Marck d'Aigremont, il eut Charlotte-Catherine de Villequier, mariée d'abord en 1573 au surintendant François d'O, puis à Jacques II d'Aumont (vers 1580-1614). Par elle, il fut le grand-père maternel de César d'Aumont de La Guerche, et d'Antoine d'Aumont, maréchal de France, premier duc d'Aumont et comte de Châteauroux (d'où le passage du nom de Villequier à un fief berrichon des d'Aumont, Montfaucon, alias Villequiers, et plus tard à une autre de leurs terres, picarde celle-ci, Genlis, alias Villequier-Aumont).
- Antoine de Villequier (1452-1495)
- Jeanne de Villequier (1454-1458)

Du duc de Bretagne François II (1435-1488), elle eut :
- François 1er d'Avaugour (1462 - 10/03/1510), lieutenant général de Bretagne, comte de Vertus et de Goëlo, premier baron de Bretagne, baron d'Avaugour, seigneur de Clisson, Châtelaudren, Lanvollon et de Paimpol. Il épouse après 1491 Madeleine de Brosse, d'où postérité - 4 enfants, dont : François II d'Avaugour + avant 14/11/1548
- Antoine (1463-1481) seigneur de Dolub, baron d' Avaugour, senor de Héde, de Clisson et du Chateau-Fromont
- François (1465-1465)
- François (1466-1466)
- Françoise (1470-1500)

Les enfants du duc de Bretagne et d'Antoinette de Maignelais sont élevés à la cour de Bretagne.
Au décès d'Antoinette de Maignelais, Arthur de Villequier, l'aîné de ses enfants, conteste l'acte du 22 mai 1463. Il réclame la châtellenie de Cholet à son demi-frère François d'Avaugour, fils du duc de Bretagne. Louis XI règle le litige. Il confisque la terre de Cholet, qu'il donne à Tanneguy du Chastel, l'ennemi d'Antoinette de Maignelais. Arthur de Villequier se retire sur le domaine de La Guerche. La lignée des Villequier s'éteint au XVIIe siècle.
François reçoit le château de Clisson en apanage. En 1487, il trahit son père le duc de Bretagne et soutient le roi de France. Sa sœur Françoise, élevée à la cour de Bretagne, reste attachée à Anne de Bretagne.
Le personnage d'un tableau de la fin du XVIe siècle, conservé au château des Dames près de Mehun-sur-Yèvre, serait une représentation d'Antoinette de Maignelais.

## Notoriété
- En octobre 2016, une seule rue en France porte son nom[11]. Par délibération du 2 octobre 2009, la municipalité de Montreuil-en-Touraine donne le nom d'Antoinette de Maignelais, ancienne propriétaire du château, à l'ancienne voie Bois de la Garenne[12].
- Elle est interprétée par Julie Nicolet dans Le Tuto Beauté d'Agnès Sorel, court métrage écrit et réalisé par Ugo Bimar en 2018, sur la chaîne YouTube Confessions d'Histoire[13].

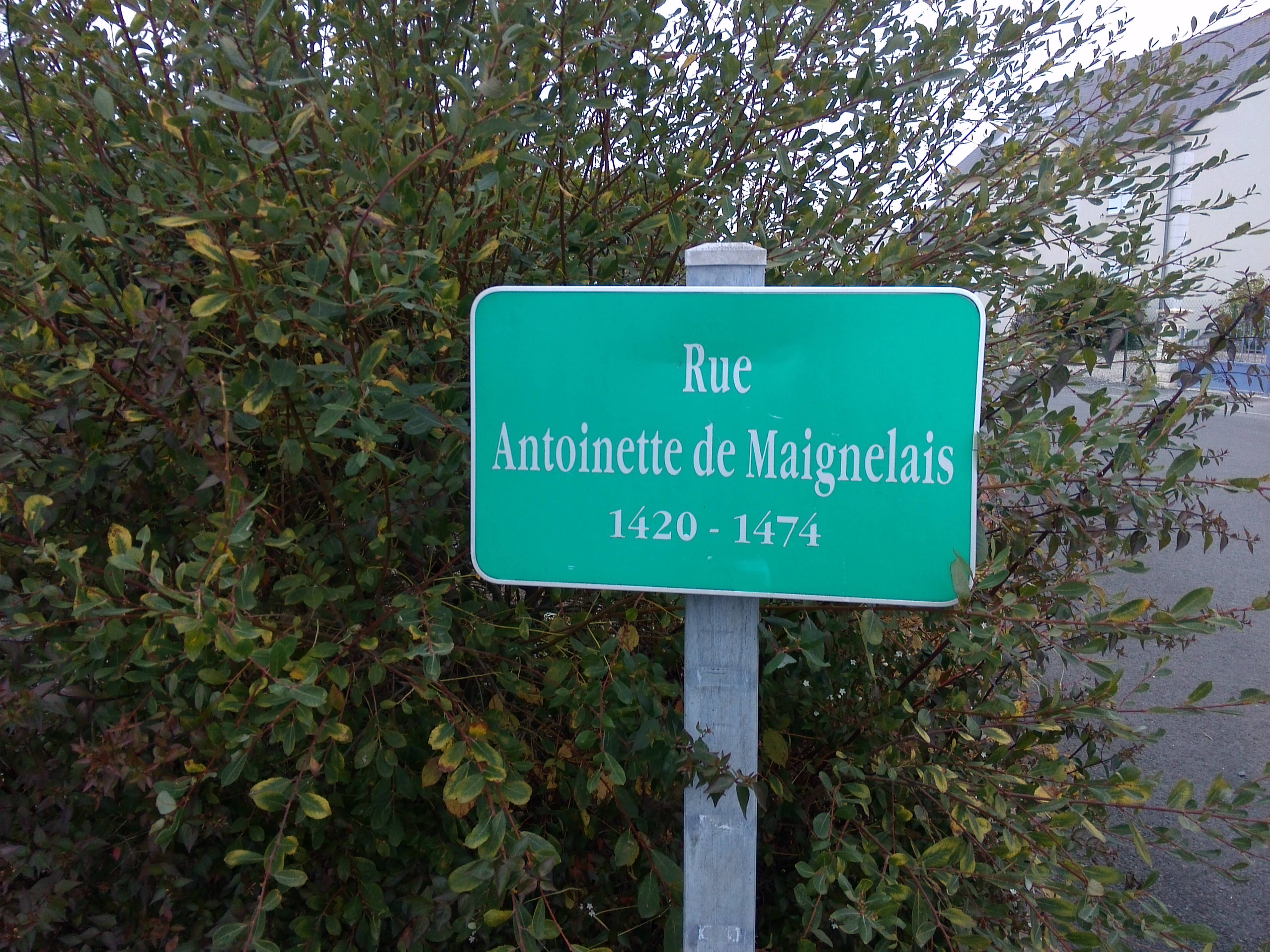
Plaque de rue - Montreuil-en-Touraine

### Sources et bibliographie
- Philippe Tourault, Anne de Bretagne, Perrin, Paris, 1990,  (ISBN 2-262-01212-1)
- Georges Bordonove, Charles VII le Victorieux, Paris, Pygmalion, coll. « Les Rois qui ont fait la France », 1985, 318 p. (ISBN 978-2-85704-195-5)
- Laurent Guitton, « Fastes et malheurs du métier de favorite : Antoinette de Maignelais, de la cour de France à la cour de Bretagne (1450-1470) », dans Juliette Dor, Marie-Élisabeth Henneau et Alain Marchandisse, dir., Maîtresses et favorites, dans les coulisses du pouvoir du Moyen Âge à l'Époque moderne, Saint-Étienne, Publications de l’Université de Saint-Etienne, coll. « L’école du genre », 2019, 153-167 p. (ISBN 978-2-86272-694-6, lire en ligne)
- Henri Stein, « Pierre Tristan, chevalier de Philippe Auguste et sa famille » dans Bibliothèque de l'École des chartes, 1917